# ديك بيرسون (لاعب كرة قاعدة)
ديك بيرسون (بالإنجليزية: Dick Pierson)‏ هو لاعب كرة قاعدة أمريكي، ولد في 24 أكتوبر 1857 في ويلكس بار في الولايات المتحدة، وتوفي في 20 يوليو 1922 في نيوآرك في الولايات المتحدة.